# Которлък
Которлък, също Которлок или Которци (на македонска литературна норма: Которлак, Которлок, Которци), е историко-географска област в североизточната част на Северна Македония.

## География
Областта е разположена в северния дял на държаватата, по течението на река Пчиня между Жеглигово на север, Вардар на юг и Овче поле на югоизток. Которлъкът се отличава със своята етнография и изобщо култура.